# Screen Actors Guild-díj a legjobb kaszkadőrgárdának (televíziós sorozat)
A legjobb kaszkadőrgárda (televíziós sorozat) kategóriában átadott Screen Actors Guild-díjat a 2008-ban megtartott 14. díjátadó óta osztják ki, értékelve a televíziós sorozatokban közreműködő kaszkadőrök munkáját.

## Győztesek és jelöltek
(MEGJEGYZÉS: Az Év oszlop az adott sorozat értékeléséül szolgáló bemutatási évre utal, a tényleges díjátadó ceremóniát a következő évben rendezték meg.)

### 2000-es évek
| Év                                        | Magyar cím          | Eredeti cím | Adó |
| 2007 14. gála                             |                     |             |     |
| ----------------------------------------- | ------------------- | ----------- | --- |
| 2007 14. gála                             | 24                  | 24          | Fox |
| 2007 14. gála                             | Az egység           | The Unit    | CBS |
| 2007 14. gála                             | Hősök               | Heroes      | NBC |
| 2007 14. gála                             | Lost – Eltűntek     | Lost        | ABC |
| 2007 14. gála                             | Róma                | Rome        | HBO |
| 2008 15. gála                             |                     |             |     |
| Hősök                                     | Heroes              | NBC         |     |
| Az egység                                 | The Unit            | CBS         |     |
| A főnök                                   | The Closer          | TNT         |     |
| Friday Night Lights – Tiszta szívvel foci | Friday Night Lights | NBC         |     |
| A szökés                                  | Prison Break        | Fox         |     |
| 2009 16. gála                             |                     |             |     |
| 24                                        | 24                  | Fox         |     |
| Dexter                                    | Dexter              | Showtime    |     |
| Az egység                                 | The Unit            | CBS         |     |
| A főnök                                   | The Closer          | TNT         |     |
| Hősök                                     | Heroes              | NBC         |     |

### 2010-es évek
| Év                                | Magyar cím                       | Eredeti cím | Adó      |
| 2010 17. gála                     |                                  |             |          |
| --------------------------------- | -------------------------------- | ----------- | -------- |
| 2010 17. gála                     | True Blood – Inni és élni hagyni | True Blood  | HBO      |
| 2010 17. gála                     | CSI: New York-i helyszínelők     | CSI: NY     | CBS      |
| 2010 17. gála                     | Dexter                           | Dexter      | Showtime |
| 2010 17. gála                     | Minden lében négy kanál          | Burn Notice | USA      |
| 2010 17. gála                     | Terepen                          | Southland   | TNT      |
| 2011 18. gála                     |                                  |             |          |
| Trónok harca                      | Game of Thrones                  | HBO         |          |
| Dexter                            | Dexter                           | Showtime    |          |
| Spartacus: Az aréna istenei       | Spartacus: Gods of the Arena     | Starz       |          |
| Terepen                           | Southland                        | TNT         |          |
| True Blood – Inni és élni hagyni  | True Blood                       | HBO         |          |
| 2012 19. gála                     |                                  |             |          |
| Trónok harca                      | Game of Thrones                  | HBO         |          |
| Boardwalk Empire – Gengszterkorzó | Boardwalk Empire                 | HBO         |          |
| Breaking Bad – Totál szívás       | Breaking Bad                     | AMC         |          |
| Kemény motorosok                  | Sons of Anarchy                  | FX          |          |
| The Walking Dead                  | The Walking Dead                 | AMC         |          |
| 2013 20. gála                     |                                  |             |          |
| Trónok harca                      | Game of Thrones                  | HBO         |          |
| Boardwalk Empire – Gengszterkorzó | Boardwalk Empire                 | HBO         |          |
| Breaking Bad – Totál szívás       | Breaking Bad                     | AMC         |          |
| Homeland – A belső ellenség       | Homeland                         | Showtime    |          |
| The Walking Dead                  | The Walking Dead                 | AMC         |          |
| 2014 21. gála                     |                                  |             |          |
| Trónok harca                      | Game of Thrones                  | HBO         |          |
| 24: Élj egy új napért             | 24: Live Another Day             | Fox         |          |
| Boardwalk Empire – Gengszterkorzó | Boardwalk Empire                 | HBO         |          |
| Homeland – A belső ellenség       | Homeland                         | Showtime    |          |
| Kemény motorosok                  | Sons of Anarchy                  | FX          |          |
| The Walking Dead                  | The Walking Dead                 | AMC         |          |
| 2015 22. gála                     |                                  |             |          |
| Trónok harca                      | Game of Thrones                  | HBO         |          |
| Daredevil                         | Marvel's Daredevil               | Netflix     |          |
| Feketelista                       | The Blacklist                    | NBC         |          |
| Homeland – A belső ellenség       | Homeland                         | Showtime    |          |
| The Walking Dead                  | The Walking Dead                 | AMC         |          |
| 2016 23. gála                     |                                  |             |          |
| Trónok harca                      | Game of Thrones                  | HBO         |          |
| Daredevil                         | Marvel's Daredevil               | Netflix     |          |
| Luke Cage                         | Marvel's Luke Cage               | Netflix     |          |
| The Walking Dead                  | The Walking Dead                 | AMC         |          |
| Westworld                         | Westworld                        | HBO         |          |
| 2017 24. gála                     |                                  |             |          |
| Trónok harca                      | Game of Thrones                  | HBO         |          |
| GLOW                              | GLOW                             | Netflix     |          |
| Homeland – A belső ellenség       | Homeland                         | Showtime    |          |
| Stranger Things                   | Stranger Things                  | Netflix     |          |
| The Walking Dead                  | The Walking Dead                 | AMC         |          |
| 2018 25. gála                     |                                  |             |          |
| GLOW                              | GLOW                             | Netflix     |          |
| Daredevil                         | Marvel's Daredevil               | Netflix     |          |
| Jack Ryan                         | Tom Clancy's Jack Ryan           | Prime Video |          |
| The Walking Dead                  | The Walking Dead                 | AMC         |          |
| Westworld                         | Westworld                        | HBO         |          |
| 2019 26. gála                     |                                  |             |          |
| Trónok harca                      | Game of Thrones                  | HBO         |          |
| GLOW                              | GLOW                             | Netflix     |          |
| Stranger Things                   | Stranger Things                  | Netflix     |          |
| The Walking Dead                  | The Walking Dead                 | AMC         |          |
| Watchmen                          | Watchmen                         | HBO         |          |

### 2020-as évek
| Év                             | Magyar cím                                | Eredeti cím      | Adó         |
| 2020 27. gála                  |                                           |                  |             |
| ------------------------------ | ----------------------------------------- | ---------------- | ----------- |
| 2020 27. gála                  | A Mandalóri                               | The Mandalorian  | Disney+     |
| 2020 27. gála                  | Cobra Kai                                 | Cobra Kai        | Netflix     |
| 2020 27. gála                  | A fiúk                                    | The Boys         | Prime Video |
| 2020 27. gála                  | Lovecraft County                          | Lovecraft County | HBO         |
| 2020 27. gála                  | Westworld                                 | Westworld        | HBO         |
| 2021 28. gála                  |                                           |                  |             |
| Nyerd meg az életed            | Squid Game                                | Netflix          |             |
| Cobra Kai                      | Cobra Kai                                 | Netflix          |             |
| Easttowni rejtélyek            | Mare of Easttown                          | HBO              |             |
| Loki                           | Loki                                      | Disney+          |             |
| A Sólyom és a Tél Katonája     | The Falcon and the Winter Soldier         | Disney+          |             |
| 2022 29. gála                  |                                           |                  |             |
| Stranger Things                | Stranger Things                           | Netflix          |             |
| Andor                          | Andor                                     | Disney+          |             |
| A fiúk                         | The Boys                                  | Prime Video      |             |
| A Gyűrűk Ura: A hatalom gyűrűi | The Lord of the Rings: The Rings of Power | Prime Video      |             |
| Sárkányok háza                 | House of the Dragon                       | HBO              |             |
| 2023 30. gála                  |                                           |                  |             |
| The Last of Us                 | The Last of Us                            | HBO              |             |
| Ahsoka                         | Ahsoka                                    | Disney+          |             |
| Balhé                          | Beef                                      | Netflix          |             |
| Barry                          | Barry                                     | HBO              |             |
| A Mandalóri                    | The Mandalorian                           | Disney+          |             |
| 2024 31. gála                  |                                           |                  |             |
| A sógun                        | Shōgun                                    | FX               |             |
| A fiúk                         | The Boys                                  | Prime Video      |             |
| Fallout                        | Fallout                                   | Prime Video      |             |
| Sárkányok háza                 | House of Dragons                          | HBO              |             |
| Pingvin                        | The Penguin                               | HBO              |             |

## Rekordok

### Többszörös győzelmek
2 győzelem
- 24

8 győzelem
- Trónok harca (hét egymást követő évben)

### Többszörös jelölések
| 2 jelölés - A Mandalóri - Breaking Bad – Totál szívás - A főnök - Daredevil - Kemény motorosok - Sárkányok háza - Stranger Things - Terepen - True Blood – Inni és élni hagyni 3 jelölés - 24 - A fiúk - Boardwalk Empire – Gengszterkorzó - Dexter - GLOW - Hősök - Az egység | 4 jelölés - Homeland – A belső ellenség 5 jelölés - The Walking Dead 6 jelölés - Trónok harca |

## Fordítás
- Ez a szócikk részben vagy egészben  a   Screen Actors Guild Award for Outstanding Performance by a Stunt Ensemble in a Television Series című angol Wikipédia-szócikk fordításán alapul.  Az eredeti cikk szerkesztőit annak laptörténete sorolja fel. Ez a jelzés csupán a megfogalmazás eredetét és a szerzői jogokat jelzi, nem szolgál a cikkben szereplő információk forrásmegjelöléseként.